# Pardosa limata
Pardosa limata är en spindelart som beskrevs av Roewer 1959. Pardosa limata ingår i släktet Pardosa och familjen vargspindlar.
Artens utbredningsområde är Namibia. Inga underarter finns listade i Catalogue of Life.